# Ururi
Ururi (Rùri in arbëreshe) è un comune italiano di 2 356 abitanti della provincia di Campobasso in Molise, situato su una piccola collina posta a 262 m s.l.m. con 31,4 km² di estensione, e distante circa 60,4 chilometri dal capoluogo Campobasso.
Gli abitanti sono di cultura e lingua arbëreshë, unitamente a numerose altre comunità dell'Italia meridionale, fra cui Campomarino, Portocannone e Montecilfone nella stessa provincia di Campobasso. Il rito bizantino, tipico simbolo di fede cristiana e di identificazione degli arbëreshë, fu soppresso intorno all'anno 1700 dopo secoli di resistenza e vani tentativi per preservarlo.

## Storia
Nel suo feudo sorgeva un Casale denominato "Aurora" ma non è dato conoscere il luogo preciso in cui sorgevano sia il monastero dei monaci benedettini sia il casale.
Nello studio dei documenti antichi, si ritrova una indubbia continuità, tra il "casale Aurora" e il successivo agglomerato abitato di Ururi alla cui denominazione si giunse per gradi dopo alcuni secoli, con una evidente sovrapposizione della nuova denominazione all'antica.
Non vi sono resti di opere murarie che possano indicare in qualche modo il luogo della esistenza antica del monastero e del Casale ma è da supporre che essi sorgessero nella parte più alta dell'attuale abitato di Ururi.
Dunque è da supporre che il luogo fosse proprio là ove oggi è il centro storico del paese, tanto più che il monastero era dedicato a Santa Maria così come la vecchia Chiesa parrocchiale che sorge appunto nel luogo più alto del paese.
Documenti dell'epoca accennano alla presenza nel Casale Aurora, oltre che del monastero, anche di laici, verosimilmente stabilitisi a ridosso del monastero, i quali coltivavano i terreni circostanti. Esisteva dunque un sia pur modesto agglomerato, dedito al lavoro dei campi, e forse in unione con gli stessi monaci.
Nel mese di gennaio del 1074 o 1075 il feudatario normanno Roberto, conte di Loritello, dichiarava di possedere un monastero costruito in tenimento di Larino, nel luogo chiamato Aurora (Aurole) e, con atto per notaio Azzo, donava il tutto alla chiesa Larinese di Maria Vergine e Madre di Dio, per l'anima sua e dei suoi parenti; seguono, nell'atto, le maledizioni per chiunque in avvenire tentasse di sottrarre la donazione alla Chiesa. L'atto è firmato da Guglielmo Vescovo, dal Giudice Falco, da un tale Maraldo Trimarco, mentre il donante feudatario Conte di Loritello vi appone il segno di croce degli illetterati (segno dei tempi nei quali la spada valeva più della penna). Con detta donazione il vescovo di Larino a sua volta succedeva nel feudo Aurora, divenendone il proprietario.
Nei secoli successivi il feudo Aurora e la donazione del conte di Loritello riappaiono in atti e documenti vari. Solo poco prima del 1500 in qualche documento appare per il Casale Aurora anche la denominazione di "Ruri" e talvolta di "Urure".
Il fatto stesso della promiscuità di denominazione fa pensare che quello è il periodo in cui la nuova denominazione si stava affermando sicché il Casale viene indicato tuttora con il nome Aurora, ma sono in uso anche le nuove denominazioni.
A quella data (poco prima del 1500), gli albanesi si erano già stabiliti nel Casale e può quindi darsi che siano stati proprio i nuovi abitanti a dare la nuova denominazione, o per assonanza (Aurora-Urure) o addirittura derivando dalla vecchia denominazione quella più consona alla lingua albanese nella quale ancora oggi, la denominazione è "Rur - Ruri".
Taluno, specie in sede locale, sospetta che la nuova denominazione "Rur, -Ruri" possa derivare o dal latino urere ("bruciare") o dall'albanese uri ("tizzone") con chiaro riferimento ad un incendio che avrebbe distrutto il paese. Non sembra tuttavia possibile richiamarsi a tali denominazioni sia perché si ha notizia di tali eventi in epoca anteriore all'anno 1500 e sia perché tali derivazioni non si spiegherebbero in un ambiente culturalmente povero.

### Simboli
Lo stemma e il gonfalone sono stati concessi con decreto del presidente della Repubblica del 27 marzo 1973.
Il gonfalone è un drappo rosso.

## Monumenti e luoghi d'interesse

### Chiesa di Santa Maria delle Grazie

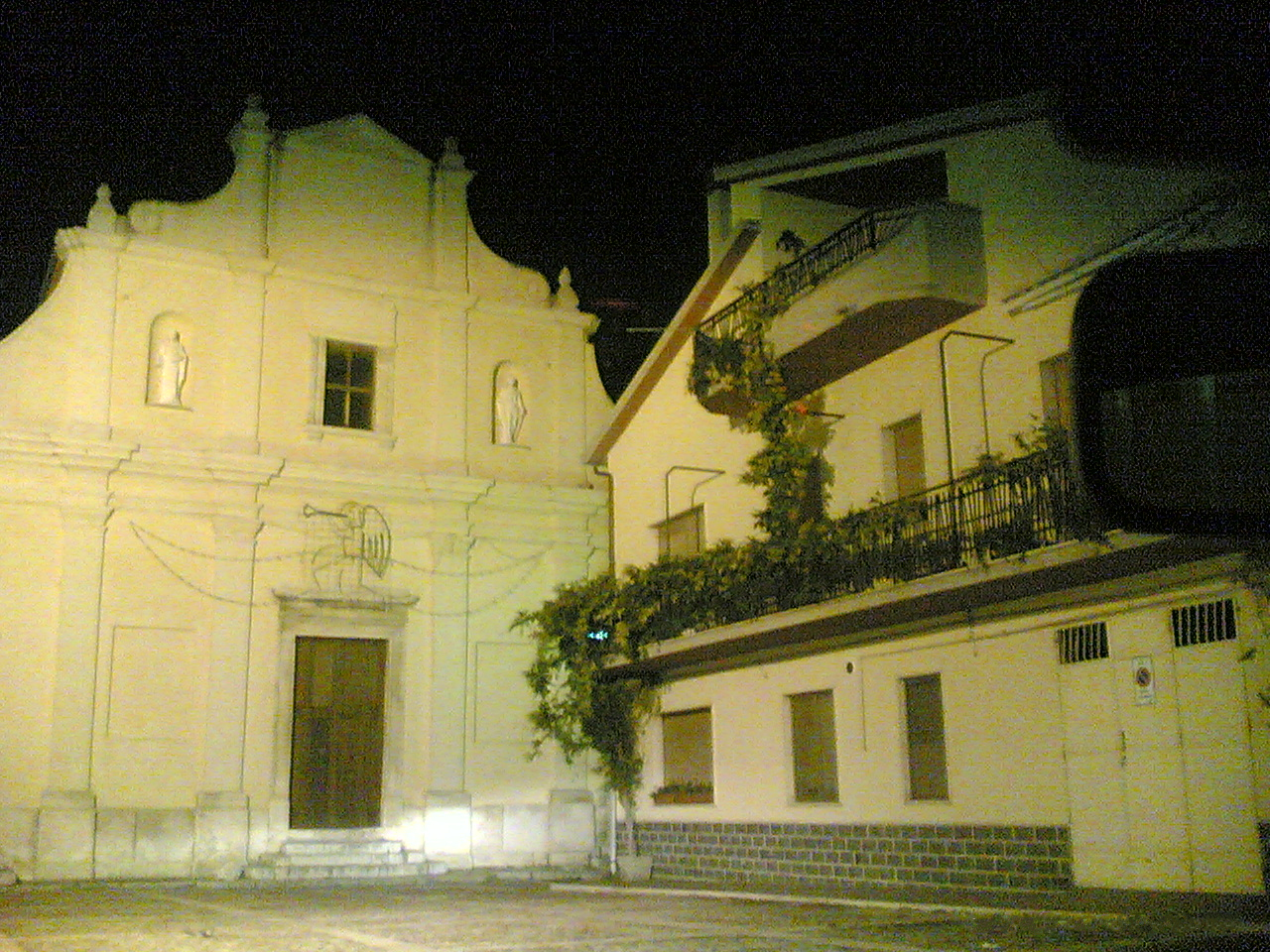
Chiesa madre

La chiesa madre risalirebbe al 1026, secondo un documento redatto dal vescovo Filippo. Dopo il terremoto del 1456, il feudo di Ururi fu abbandonato e successivamente colonizzato da popolazioni croate d'Oriente. La chiesa nuova fu ricostruita nel 1718, voluta dal vescovo di Larino Carlo Maria Pianetti, e consacrata nel 1730. La struttura ha facciata barocca monumentale scandita in tre settori da cornici, il cui livello si assottiglia, durante l'innalzamento, fino a un triangolo centrale della sommità. Verticalmente scendono paraste con capitelli ionici. I portali sono tre, e il campanile è una torre con cupola tipica delle chiese ortodosse. L'interno originale era a navata unica, poi sdoppiata nel 1812 e trasformata definitivamente in tre ripartizioni nel 1846. Lo stucco bianco è l'elemento che permane, poiché sono scarsi di dipinti, se non quelli delle cappelle laterali. Le volte sono a botte.

## Società

### Evoluzione demografica
Abitanti censiti

### Etnie e minoranze straniere
Secondo i dati ISTAT al 31 dicembre 2010 la popolazione straniera residente era di 148 persone. Le nazionalità maggiormente rappresentate in base alla loro percentuale sul totale della popolazione residente erano:
- Albania 99 3,49%
- Romania 44 1,55%

### Tradizioni e folclore

#### Festa patronale
Sacro legno della croce: il 3 maggio a Ururi si svolge la carrese, una caratteristica corsa basso molisana con carri trainati da buoi che percorrono un tragitto di circa 3 km. Attualmente competono 3 carri: i Giovanotti (giallo-rossi), Fedayn (giallo-verdi) e i Giovani (bianco-celesti).
Nell'anno 2019 i carri si sono piazzati nel seguente ordine d'arrivo:
1. Giovanotti
2. Fedayn
3. Giovani

## Amministrazione
Di seguito è presentata una tabella relativa alle amministrazioni che si sono succedute in questo comune.
| Periodo        | Periodo        | Primo cittadino          | Partito                                                        | Carica              | Note  |
| -------------- | -------------- | ------------------------ | -------------------------------------------------------------- | ------------------- | ----- |
| 12 luglio 1988 | 22 luglio 1990 | Luigi Occhionero         | Partito Comunista Italiano                                     | Sindaco             | [ 9 ] |
| 22 luglio 1990 | 6 maggio 1993  | Maria Teresa Marinelli   | Partito Democratico della Sinistra, Partito Comunista Italiano | Sindaco             | [ 9 ] |
| 20 giugno 1993 | 28 aprile 1997 | Nicolino Pierino De Rosa | Lista civica                                                   | Sindaco             | [ 9 ] |
| 28 aprile 1997 | 14 maggio 2001 | Luigi Plescia            | Centro Cristiano Democratico                                   | Sindaco             | [ 9 ] |
| 14 maggio 2001 | 30 maggio 2006 | Luigi Plescia            | Lista civica                                                   | Sindaco             | [ 9 ] |
| 30 maggio 2006 | 26 luglio 2010 | Antonio Cocco            | Lista civica                                                   | Sindaco             | [ 9 ] |
| 17 agosto 2010 | 17 maggio 2011 | Massimo De Stefano       |                                                                | Comm. straordinario | [ 9 ] |
| 17 maggio 2011 | 6 giugno 2016  | Luigi Plescia            | Lista civica: Uniti per il bene di Ururi                       | Sindaco             | [ 9 ] |
| 6 giugno 2016  | 3 ottobre 2021 | Raffaele Primiani        | Lista civica: progetto Ururi                                   | Sindaco             | [ 9 ] |
| 4 ottobre 2021 | in carica      | Laura Greco              | Lista civica: Ururi libera                                     | Sindaco             | [ 9 ] |

## Sport

### Calcio
L'Aurora Ururi è la storica società calcistica del paese, nata nel 1924 e attualmente militante nel Campionato di Promozione Molisana

## Galleria d'immagini

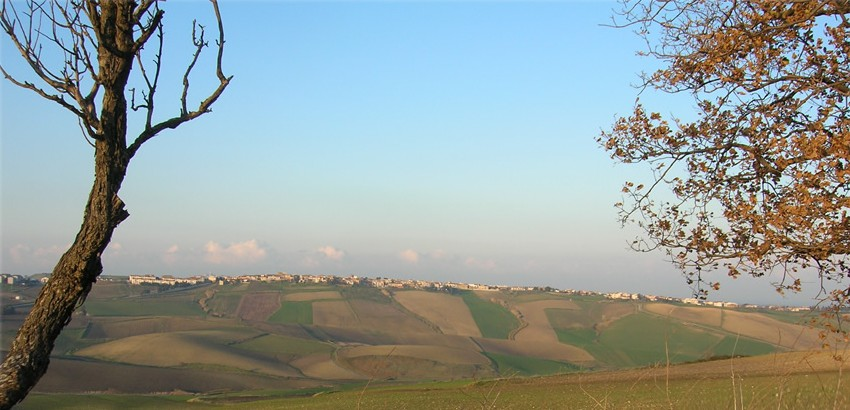
Ururi
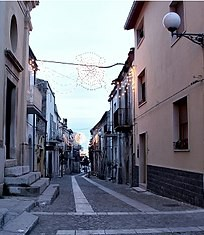
Via Santa Maria
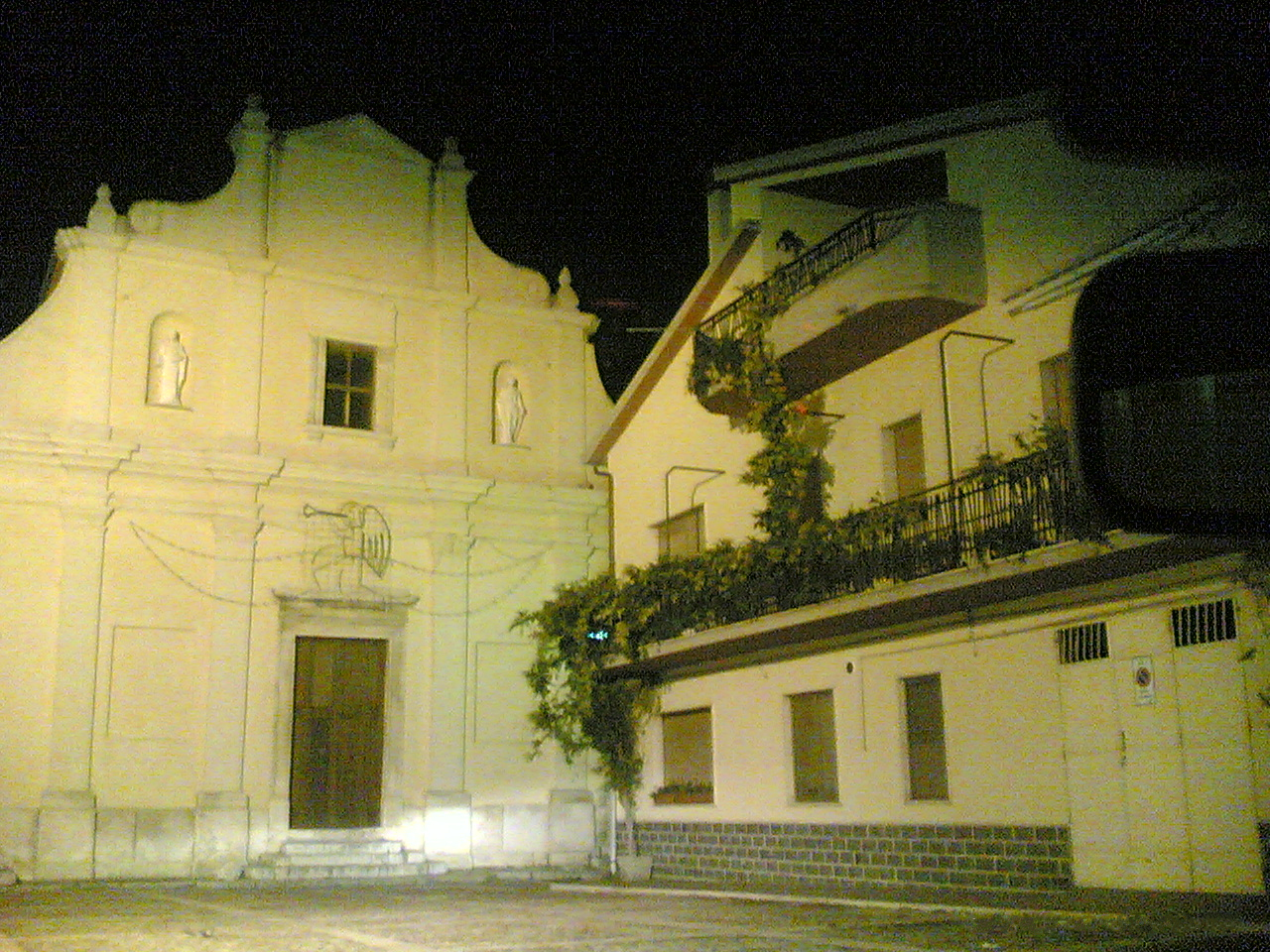
Chiesa Madre di Ururi